# Федеральное правительство Германии
Федера́льное прави́тельство (нем. Bundesregierung) — исполнительный орган Федеративной Республики Германии (ФРГ). 
Правительство ФРГ действует на основе статей 62—69 Конституции ФРГ. Орган координации силовых ведомств — Федеральный совет безопасности (Bundessicherheitsrat), состоящий из федерального канцлера, начальника аппарата федерального канцлера, федеральных министров иностранных дел, внутренних дел, обороны, финансов, экономики, экономического сотрудничества и юстиции.

## Состав
- федеральный канцлер;
- федеральные министры.

## Назначение
Федеральный канцлер выбирается бундестагом по предложению Федерального президента. Федеральные министры назначаются и увольняются Президентом по предложению федерального канцлера. Перед вступлением в должность федеральные канцлер и министры приносят присягу перед Бундестагом.

## Отставка
Перед вновь избранным Бундестагом Федеральное Правительство слагает свои полномочия. Недоверие Федеральному Правительству со стороны Бундестага влечёт отставку Федерального Правительства, но в том случае, если Бундестаг одновременно предложит нового Федерального Канцлера. Отставка Федерального Канцлера влечёт за собой и отставку Федерального Правительства. В случае отставки Федерального Правительства оно продолжает исполнять свои обязанности до приведения к присяги нового Федерального Правительства. 

## Министерства

### Существующие сегодня министерства
| Название министерства по-немецки (аббревиатура) | Год основания | Размещение |
| --- | ------------- | ---------- |
| Министерство иностранных дел Auswärtiges Amt (AA) | 1870          | Берлин     |
| Министерство внутренних дел и родины Bundesministerium des Innern und für Heimat (BMI)                                                                                                   | 1879          | Берлин     |
| Министерство обороны Bundesministerium der Verteidigung (BMVg) | 1955          | Бонн       |
| Министерство труда и социальных вопросов Bundesministerium für Arbeit und Soziales (BMAS)                                                                                                | 1918          | Берлин     |
| Министерство образования и научных исследований Bundesministerium für Bildung und Forschung (BMBF)                                                                                       | 1955          | Бонн       |
| Министерство продовольствия и сельского хозяйства Bundesministerium für Ernährung und Landwirtschaft (BMEL)                                                                              | 1919          | Бонн       |
| Министерство по делам семьи, пожилых граждан, женщин и молодёжи Bundesministerium für Familie, Senioren, Frauen und Jugend (BMFSFJ)                                                      | 1953          | Берлин     |
| Министерство финансов Bundesministerium der Finanzen (BMF) | 1880          | Берлин     |
| Министерство здравоохранения Bundesministerium für Gesundheit (BMG) | 1961          | Бонн       |
| Министерство юстиции Bundesministerium der Justiz (BMJ) | 1919          | Берлин     |
| Министерство окружающей среды, охраны природы, ядерной безопасности и защиты прав потребителей Bundesministerium für Umwelt, Naturschutz, Reaktorsicherheit und Verbraucherschutz (BMUV) | 1986          | Бонн       |
| Министерство транспорта и цифровой инфраструктуры Bundesministerium für Digitales und Verkehr (BMDV)                                                                                     | 1949          | Берлин     |
| Министерство экономики и защиты климата Bundesministerium für Wirtschaft und Klimaschutz (BMWK)                                                                                          | 1917          | Берлин     |
| Министерство экономического сотрудничества и развития Bundesministerium für wirtschaftliche Zusammenarbeit und Entwicklung (BMZ)                                                         | 1961          | Бонн       |
| Министерство жилья, городского развития и строительства Bundesministerium für Wohnen, Stadtentwicklung und Bauwesen (BMWSB)                                                              | 1949          | Бонн       |

### Упразднённые министерства
- Министерство по делам бундесрата (1949—1969)
- Министерство по делам изгнанных, беженцев и жертв войны (1949—1969)
- Министерство казначейства Германии (1949—1969)
- Министерство почты и телекоммуникаций (1949—1997)
- Министерство внутригерманских отношений (1949—1991)
- Министерство по делам федерального совета по обороне (1964—1966)
- Министерство научных исследований и технологии (1972—1994)
- Министерство по делам женщин и молодёжи (1991—1994)

## Текущий состав Федерального правительства
С 6 мая 2025 года Федеральное правительство ФРГ состоит из членов Христианско-демократического союза Германии (ХДС) , Христианско-социального союза (ХСС) и Социал-демократической партии Германии (СДПГ). 
| Фото | Должность в правительстве                                                 | Член правительства                         | Партия                                    | Начало полномочий                     | Конец полномочий |
| ---- | ------------------------------------------------------------------------- | ------------------------------------------ | ----------------------------------------- | ------------------------------------- | ---------------- |
|      | Федеральный канцлер                                                       | Фридрих Мерц (Friedrich Merz)              | Христианско-демократический союз Германии | 6 мая 2025                            |                  |
|      | Министр финансов Вице-канцлер Германии                                    | Ларс Клингбайль (Lars Klingbeil)           | Социал-демократическая партия Германии    | 6 мая 2025                            |                  |
|      | Министр иностранных дел                                                   | Иоганн Вадефуль (Johann Wadephul)          | Христианско-демократический союз Германии | 6 мая 2025                            |                  |
|      | Министр по особым поручениям Глава канцелярии федерального канцлера       | Торстен Фрей (Thorsten Frei)               | Христианско-демократический союз Германии | 6 мая 2025                            |                  |
|      | Министр жилья, городского развития и строительства                        | Верена Хуберц (Verena Hubertz)             | Социал-демократическая партия Германии    | 6 мая 2025                            |                  |
|      | Министр внутренних дел и родины                                           | Алексадр Добриндт (Alexander Dobrindt)     | Христианско-социальный союз               | 6 мая 2025                            |                  |
|      | Министр обороны                                                           | Борис Писториус (Boris Pistorius)          | Социал-демократическая партия Германии    | 19 января 2023 переизбран: 6 мая 2025 |                  |
|      | Министр здравоохранения                                                   | Нина Варкен (Nina Warken)                  | Христианско-демократический союз Германии | 6 мая 2025                            |                  |
|      | Министр экономического сотрудничества и развития                          | Рим Алабали-Радован (Reem Alabali-Radovan) | Социал-демократическая партия Германии    | 6 мая 2025                            |                  |
|      | Министр юстиции и защиты прав потребителей                                | Штефани Хубиг (Stefanie Hubig)             | Социал-демократическая партия Германии    | 6 мая 2025                            |                  |
|      | Министр по делам семьи, пожилых граждан, женщин и молодёжи                | Карин Прин (Karin Prien)                   | Христианско-демократический союз Германии | 6 мая 2025                            |                  |
|      | Министр экономики и энергетики                                            | Катерина Райхе (Katherina Reiche)          | Христианско-демократический союз Германии | 6 мая 2025                            |                  |
|      | Министр по охране окружающей среды, охраны природы и ядерной безопасности | Карстен Шнайдер (Carsten Schneider)        | Социал-демократическая партия Германии    | 6 мая 2025                            |                  |
|      | Министр труда и социальных вопросов                                       | Бербель Бас (Bärbel Bas)                   | Социал-демократическая партия Германии    | 6 мая 2025                            |                  |
|      | Министр исследований, технологий и космоса                                | Доротея Бер (Dorothee Bär)                 | Христианско-социальный союз               | 6 мая 2025                            |                  |
|      | Министр сесьского хозяйства, продовольствия и внутрених дел               | Алоис Райнер (Alois Rainer)                | Христианско-социальный союз               | 6 мая 2025                            |                  |
|      | Министр транспорта                                                        | Патрик Шнидер (Volker Wissing)             | Христианско-демократический союз Германии | 6 мая 2025                            |                  |
|      | Министр цифровизации и модернизации Германии                              | Карстен Вильдбергер (Karsten Wildberger)   | Христианско-демократический союз Германии | 6 мая 2025                            |                  |